# Roca Foradada de Can Planes
La Roca Foradada de Can Planes o la Pedra del Marxant es troba al Parc de la Serralada Litoral, concretament a la Roca del Vallès (Vallès Oriental), declarada Bé cultural d'interès local.
També la hi coneix com la Pedra del Marxant perquè un traginer que feia la ruta entre Argentona i la Roca del Vallès per vendre les seues mercaderies, hi sojornava quan se li feia de nit pel camí. És la més petita de totes les roques foradades del Parc: 2,70 x 1,70 x 3,20 metres. La seua construcció i utilització (probablement, com a lloc d'enterrament) se situa cap al final de la Prehistòria, entre els anys 2200 i 1800 aC. A diferència de les altres tres roques foradades del Parc, aquesta té el forat en forma de cova i completament arran de terra. No hi ha constància de cap documentació sobre possibles excavacions i material arqueològic.
És ubicat a la Roca del Vallès: situats al Dolmen de Can Planes, continuem pujant 760 metres sense deixar la pista principal fins a trobar a la dreta una impressionant formació rocallosa un xic amagada per la vegetació. Al costat d'aquestes roques surt un corriol ben marcat que mena a la roca foradada, a uns 40 metres dins del bosc. Coordenades: x=445173 y=4603773 z=277.